# Daphnia longispina
Espèce
Daphnia longispina est une espèce de crustacés dulcicoles de la famille des Daphniidae.

## Habitat
Daphnia longispina est une espèce zooplanctonique d'organismes dulcicoles : elle peuple les étendues d'eau douce.